# Ordem de Malta
A  Ordem de Malta ou Cavaleiros Hospitalários (oficialmente Ordem Soberana e Militar Hospitalária de São João de Jerusalém, de Rodes e de Malta) é uma organização internacional católica que começou como uma ordem beneditina fundada no século XI na Palestina, durante as Cruzadas, mas que rapidamente se tornaria numa ordem militar cristã, numa congregação de regra própria, encarregada de assistir e proteger os peregrinos àquela terra e de exercer a caridade.
Tem como Santo Padroeiro São João Batista.
Atualmente, a Ordem de Malta é uma organização humanitária reconhecida como entidade de direito internacional privado. A ordem dirige hospitais e centros de reabilitação. Possui 13 500 membros, 80 000 voluntários permanentes e 42 000 profissionais da saúde associados, incluindo médicos, enfermeiros, auxiliares e paramédicos. Seu objetivo é auxiliar os idosos, os deficientes, os refugiados, as crianças, os sem-teto e aqueles com doença terminal e hanseníase (esta a par com a Ordem de São Lázaro), atuando em cinco continentes do mundo, sem distinção de raça ou religião.

## Nome e insígnia

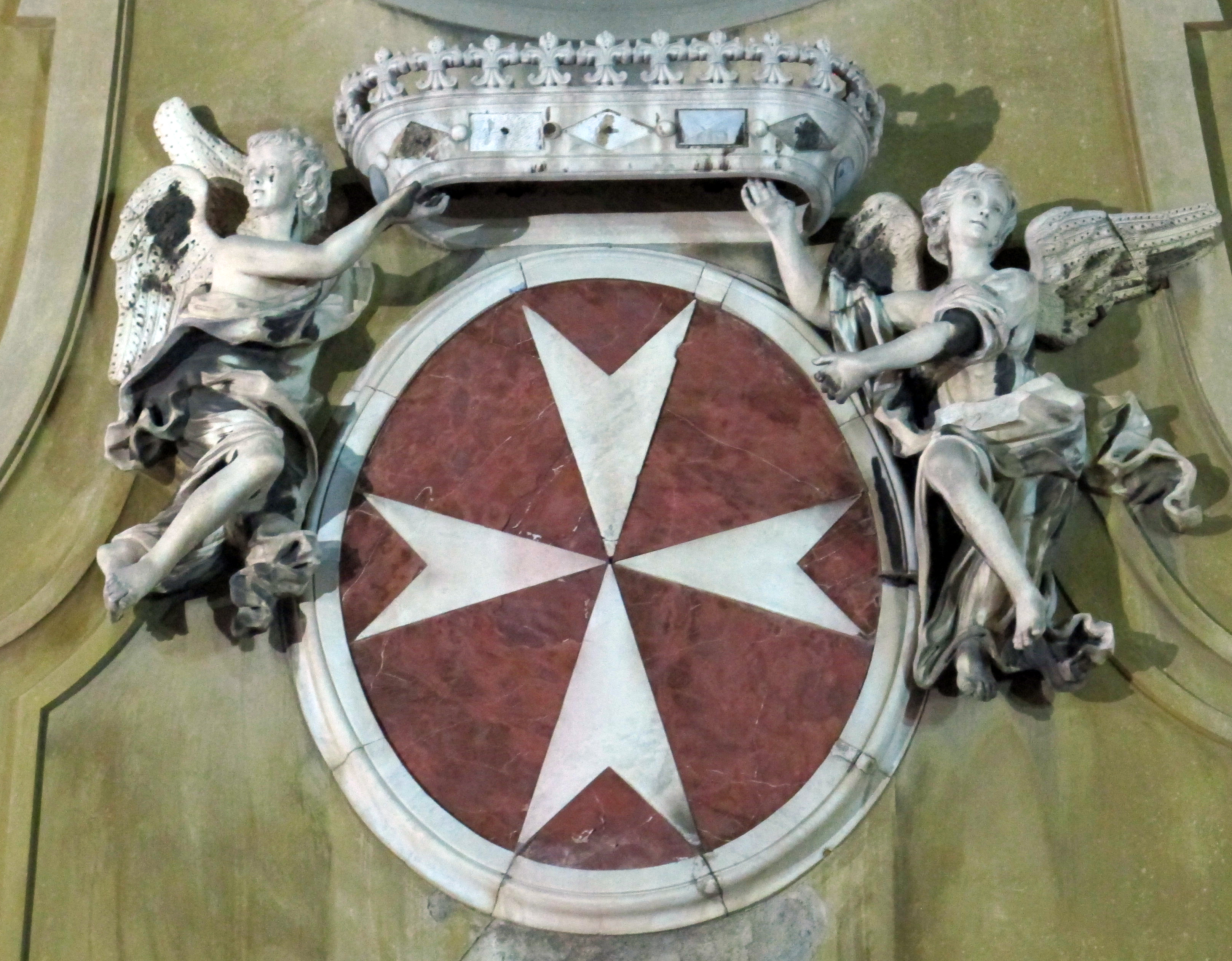
Brasão de armas dos cavaleiros, na fachada da igreja de San Giovannino dei Cavalieri, Florença

O nome completo oficial é Ordem Soberana e Militar Hospitalária de São João de Jerusalém, de Rodes e de Malta, ou, em italiano, Sovrano Militare Ordine Ospedaliero di San Giovanni di Gerusalemme di Rodi e di Malta. Convencionalmente, é também conhecida como Cavaleiros Hospitalários ou Ordem de Malta.
A ordem tem um grande número de conventos e associações locais ao redor do mundo, mas também existe um certo número de organizações com semelhantes nomes sonantes que não estão relacionados, incluindo diversas ordens que procuram capitalizar sobre o nome.
Na heráldica eclesiástica da Igreja Católica, a Ordem de Malta é uma das duas únicas (sendo a outra a Ordem Equestre do Santo Sepulcro de Jerusalém) cuja insígnia pode ser exibida em um brasão de armas clerical (leigos não têm nenhuma restrição), sendo também as duas únicas reconhecidas, histórica e juridicamente, pela Igreja Católica.

## História

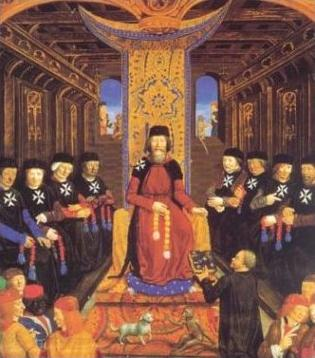
Hospitalários no século XIV. Pintura de 1483, atribuída a Carlos II de Bourbon

Por volta de 1099, alguns mercadores de Amalfi fundaram em Jerusalém, sob a regra de Santo Agostinho e com a indicação de Santa Maria Latina, uma casa religiosa para recolha de peregrinos. Anos mais tarde construíram junto dela um hospital que recebeu, de Godofredo de Bulhão, doações que lhe asseguraram a existência, desligaram-se da igreja de Santa Maria e passaram a formar congregação especial, sob o nome de São João Baptista.
Em 15 de fevereiro de 1113, o papa Pascoal II, através da bula Pie Postulatio Voluntatis, constituiu-a como ordem de direito eclesial com a faculdade de eleger livremente os seus superiores, sem interferência da parte de outras autoridades seculares ou religiosas, dedicada a São João Batista, dando-lhe regra própria. Em 1120, o francês Raymond du Puy, nomeado grão-mestre, substituiu a regra agostiniana pela regra de São Bento.
A partir de 1136, foi adicionada à ordem, pelo papa Inocêncio II, a função militar com o intuito de defender o Santo Sepulcro e a custódia, em 1137, da cidade e do castelo Beit Jibrin, o qual se tornou sua primeira fortaleza.
A ordem deixou a Terra Santa em 1291 e se estabeleceu na ilha de Chipre até 1309, quando se mudaram para Rodes. Ao sair de Rodes, estabeleceu-se momentaneamente em Creta e, a partir de 1530, estabeleceu-se em Malta, onde ficou até 1798. Depois a ordem teve sedes momentâneas em Messina, Catania e Ferrara, e, a partir de 1834, a ordem se estabeleceu em Roma, onde continua até os dias de hoje. Os períodos nos quais os cavaleiros mudavam constantemente de sede transformaram-nos em corsários travando disputas em alto-mar contra piratas muçulmanos.
Em 1145, através da bula Militia Dei direcionada às ordens de cavalaria, lhe é outorgado o poder de ter suas próprias igrejas e cemitérios, aumentando sua autonomia em relação à Santa Sé.
Após a extinção da Ordem dos Templários em 1312, a Ordem de Malta ficou com boa parte das propriedades daquela.
A ordem participou da Batalha de Lepanto, ajudando os cristãos na vitória contra os turcos em 1571.
Ordem de aristocratas, nunca teve entre os seus cavaleiros pessoas que não pertencessem à fidalguia. Atualmente, aceita também todos aqueles que tenham meramente Nobreza Civil. O hábito regular consistia numa túnica e num grande manto negro, no qual traziam, pregada no lado esquerdo, uma cruz de ouro, com esmalte branco.
Os hospitalários tomaram parte nas Cruzadas e tinham seu hospital em Jerusalém. Mesmo depois do fim das Cruzadas, a ordem continuou. A ordem enfrentou o Império Otomano em diversas batalhas, como a Batalha de Lepanto e o Cerco de Rodes.

### A ordem na Península Ibérica

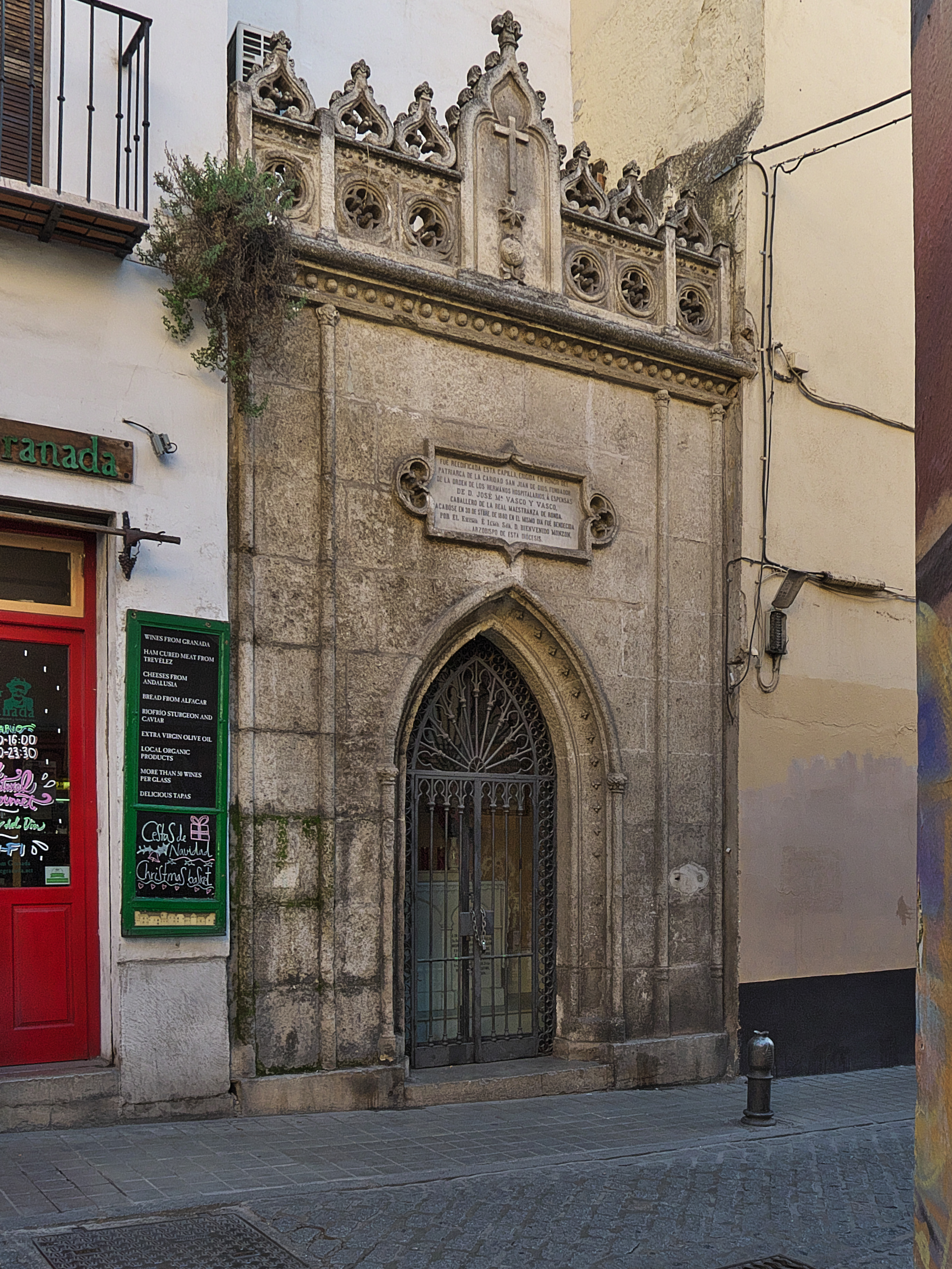
Capela hospitalária em [Granada (Espanha)

Inicialmente, na Península Ibérica havia só uma sede (língua), a de Aragão, que englobava os reinos de Portugal, Leão, Navarra, Aragão e Castela. Em Portugal, entre os bens da ordem, tinha especial importância o priorado do Crato. Os reis viram, receosos, crescer o poder dos senhores do Crato, que se acentuou com a rebelião de Nuno Gonçalves contra a regência do infante D. Pedro (1392-1449).
João III de Portugal, por morte do conde de Arouca, doou o priorado a um membro da família real, o infante  D. Luís, em 1528, que se intitulou grão-prior. Então o rei, com vista a futuros protestos, conseguiu do papa Júlio III a bula pontifícia de 1551, que Dom António, filho natural do infante, fosse nomeado sucessor do pai. D. Maria I conseguiu do papa a independência do grão-mestrado de Malta e, poucos anos depois, o mesmo papa decretou por bula em 1793 que, assim como pelo lado temporal o grão-priorado de Portugal ficaria isento de qualquer interferência de Malta, também pelo lado espiritual dependeria apenas da Santa Sé. Assim, Pedro IV de Portugal e Miguel I foram grãos-priores do Crato. A ordem foi extinta em 1834 e os bens incorporados à Fazenda Pública.

### O braço protestante da ordem

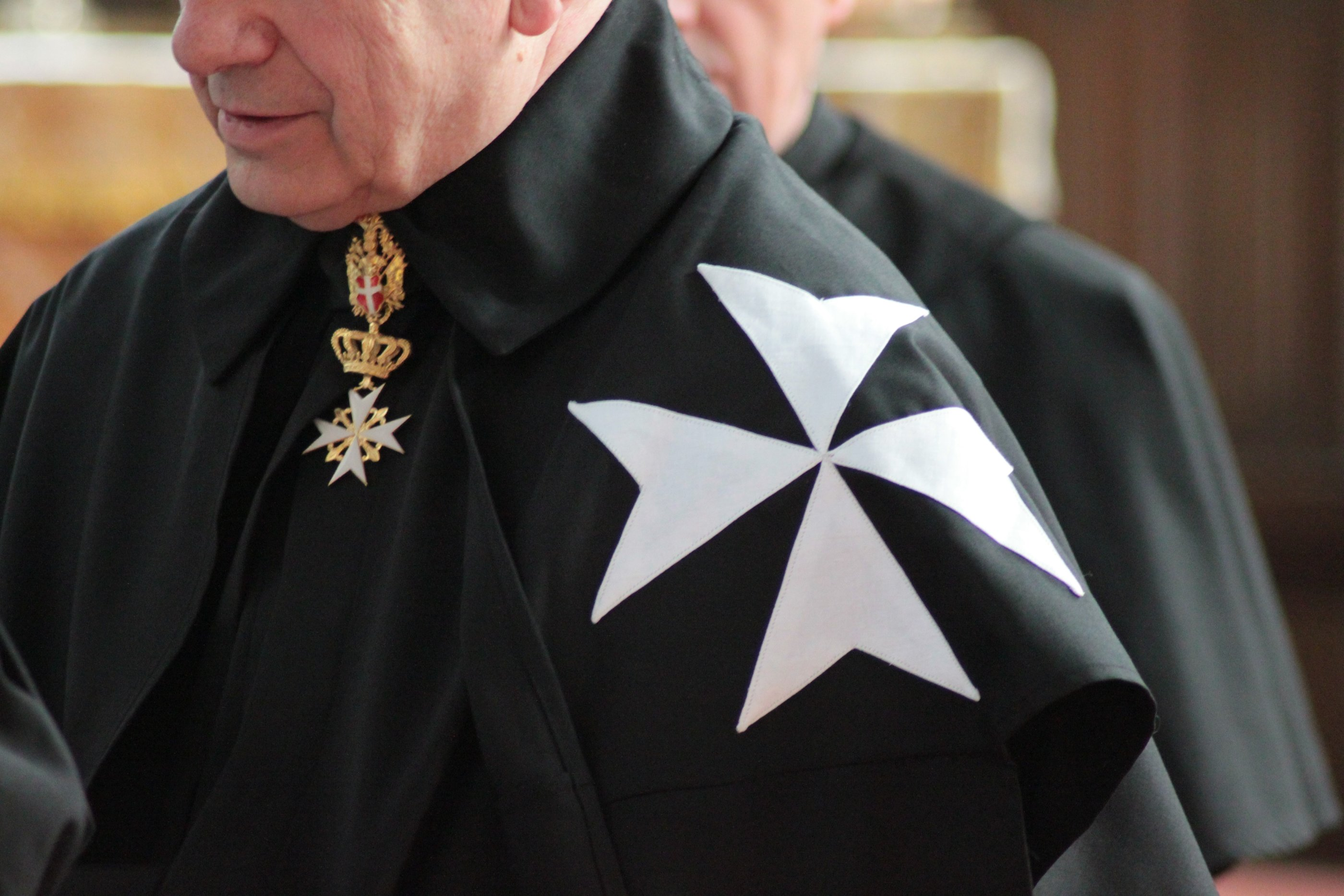
Capa e medalhas da ordem

A Ordem de São João chegou à Alemanha durante os séculos XII e XIII, onde fundou um grão-priorado. Em 1530, uma secção do grão-priorado, a Bailia de Brandenburgo, aderiu à Reforma Protestante, sob a proteção dos marqueses de Brandemburgo, que se tornariam reis da Prússia. A bailia manteve relações amigáveis com a Ordem Soberana de Malta. Em 1811, a Bailia de Brandenburgo foi suprimida pelo príncipe da Prússia, que posteriormente fundou a Ordem Real Prussiana de São João como uma Ordem de Mérito. Em 1852, a ordem recuperou o nome de Bailia de Brandenburgo e se tornou uma nobre ordem do Prússia.
Em 1918, após a queda da monarquia, ela foi separada do Estado e recuperou sua independência. A Johanitter Orden está presente em diversos países europeus, além da América (Canadá, Estados Unidos, Colômbia, e Venezuela) e África do Sul trabalhando em especial na Alemanha mantendo hospitais e asilos, e é responsável por um importante serviço de ambulância — o Johanniter Unfallhilfe. Ela tem afiliações independentes nos Países Baixos, Suécia, Finlândia, França, Hungria, e Suíça.

### Queda de Malta

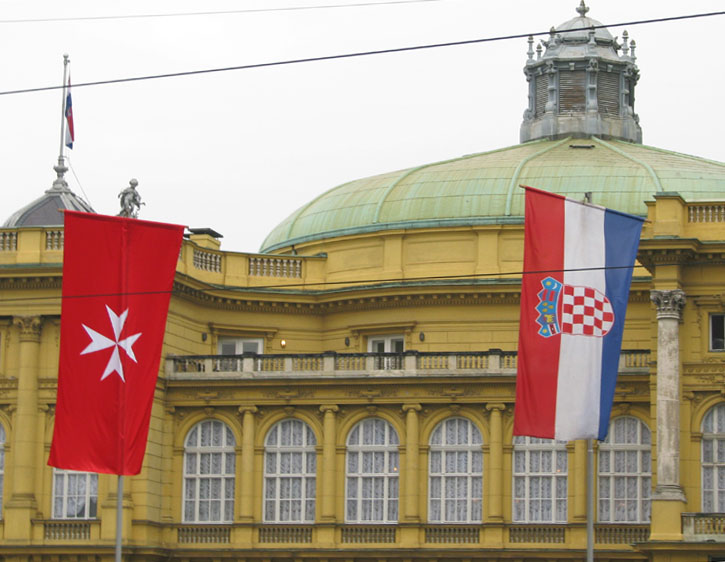
Bandeira da ordem, durante encontro diplomático na Croácia

A possessão mediterrânica de Malta foi capturada por Napoleão Bonaparte em 1798 durante a sua expedição para o Egipto. Este teria pedido aos cavaleiros um porto-salvo para reabastecer os seus navios e, uma vez em segurança em Valetta, virou-se contra os anfitriões. O grão-mestre Ferdinand von Hompesch, apanhado de surpresa, não soube antecipar ou precaver-se deste ataque, rapidamente capitulando para Napoleão. Este sucedido representou uma afronta para os restantes cavaleiros que se predispunham a defender a sua possessão e soberania.
A ordem continuou a existir, compactuando com os governos por uma retoma de poder. O imperador da Rússia doou-lhes o maior abrigo de Cavaleiros Hospitalários em São Petersburgo, o que marcou o início da tradição russa dos Cavaleiros do Hospital e posterior reconhecimento pelas ordens imperiais russas. Em agradecimento, os cavaleiros depuseram Ferdinand von Hompesch e elegeram o imperador Paulo I como grão-mestre que, após o seu assassinato em 1801, seria sucedido por Giovanni Battista Tommasi em Roma, restaurando o catolicismo romano na ordem.
No início da década de 1800, a ordem encontrava-se severamente enfraquecida pela perda de priores em toda a Europa. Apenas 10% dos lucros chegavam das fontes tradicionais na Europa, sendo os restantes 90% provindos do Priorado Russo até 1810, facto cuja responsabilidade é parcialmente atribuída pelo governo da ordem, que era composta por tenentes, e não por grão-mestres entre 1805 e 1879, até o Papa Leão XIII restaurar um grão-mestre na ordem, Giovanni a Santa Croce. Esta medida representou uma reviravolta no destino da ordem, que se tornaria uma organização humanitária e cerimonial. Em 1834, a ordem, reactivada, estabeleceu nova sede em Roma e foi, a partir daí, designada como "Ordem Militar Soberana de Malta".

## A antiga organização e as línguas da ordem

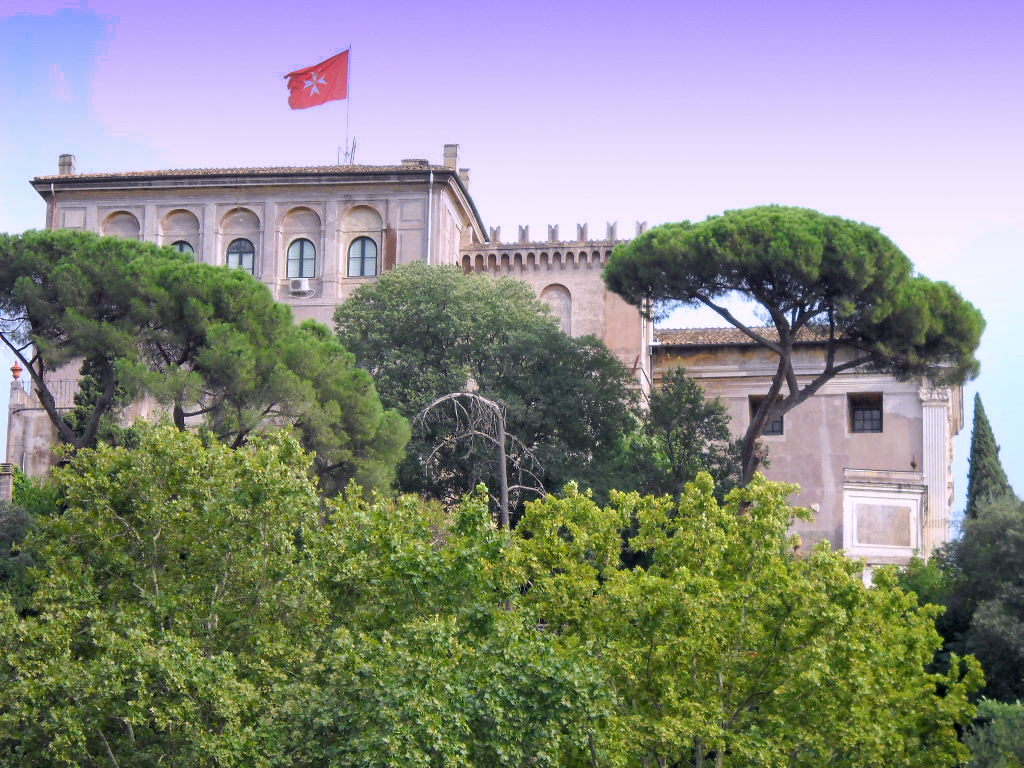
Villa del Priorato di Malta - Residência do Grão-mestre da ordem, em Roma

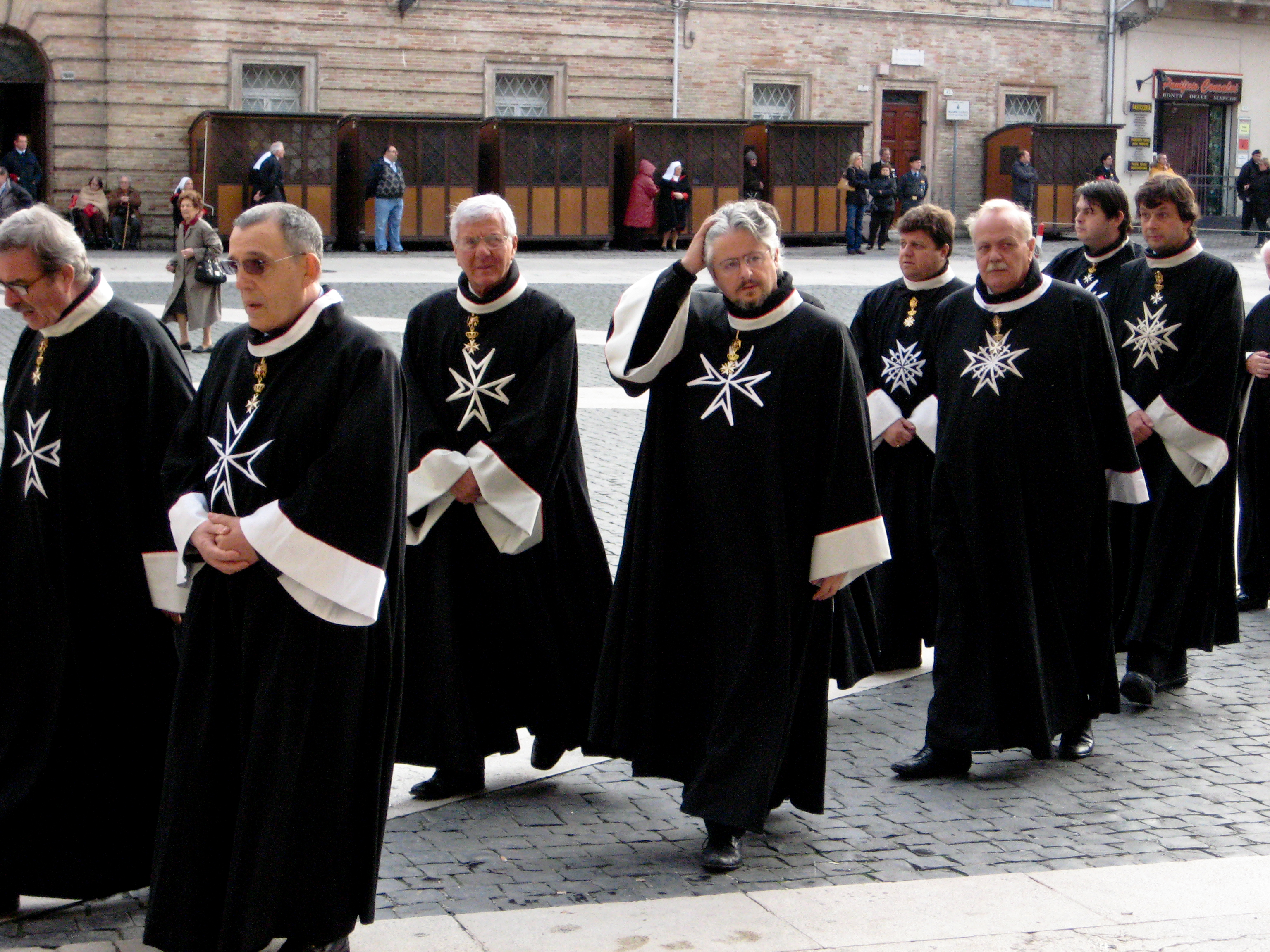
Cavaleiros de Graça e Devoção com hábito do século XXI

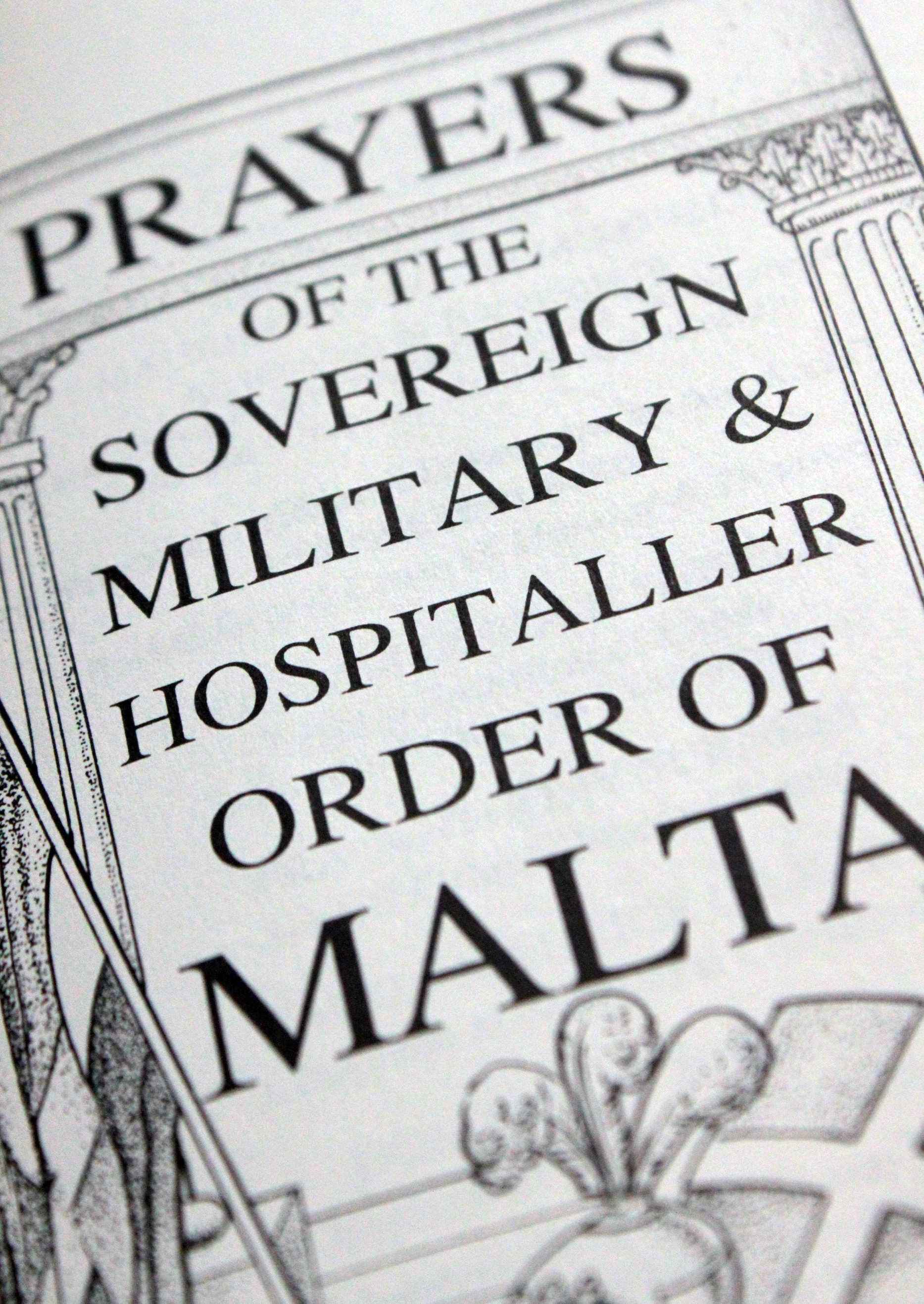
Livro de orações da ordem

Superiormente a ordem era chefiada pelo grão-mestre, com o título eclesiástico de cardeal e secular de príncipe.
O grão-mestre era coadjuvado por sete "bailios conventuais". Cada bailio conventual, além de exercer uma função específica na administração central da ordem (comendador, marechal, almirante, etc.), era o presidente ou governador de cada uma das grandes divisões territoriais em que ela se encontrava dividida (cada uma dessas divisões era chamada língua ou nação). As línguas e os seus respectivos bailios conventuais eram as seguintes:
I - Língua da Provença - presidida pelo grão-comendador, responsável pela superintendência dos celeiros. Subdividia-se em:
1. Grão-priorado de Santo Egídio;
2. Grão-priorado de Toulouse;
3. Baliagem capitular de Manoasca.

II - Língua de Auvérnia - presidida pelo marechal, responsável pelo comando das forças militares da Ordem. Subdividia-se em:
1. Grão-priorado de Auvérnia;
2. Baliagem de Daveset.

III - Língua da França - presidida pelo hospitalário, responsável pela administração do hospital da ordem. O bailio conventual desta língua também tinha o cargo de tesoureiro geral. Subdividia-se em:
1. Grão-priorado da França;
2. Grão-priorado da Aquitânia;
3. Grão-priorado de Champanhe;
4. Baliagem capitular da Morea.

IV - Língua de Itália - presidida pelo almirante, responsável pelo comando das forças navais da Ordem. Subdividia-se em:
1. Grão-priorado de Roma;
2. Grão-priorado da Lombardia;
3. Grão-priorado de Veneza;
4. Grão-priorado de Pisa;
5. Grão-priorado de Barletta;
6. Grão-priorado de Messina;
7. Grão-priorado de Cápua;
8. Baliagem capitular de Santa Eufémia;
9. Baliagem capitular de Santo Estevão;
10. Baliagem capitular da Trindade de Veneza;
11. Baliagem capitular de São João de Nápoles.

V - Língua de Aragão, Catalunha e Navarra - presidida pelo grão-conservador, responsável pela superintendência do fardamento dos soldados. Subdividia-se em:
1. Grão-priorado da Castelânia de Amposta;
2. Grão-priorado da Catalunha;
3. Grão-priorado de Navarra;
4. Baliagem capitular de Maiorca;
5. Baliagem capitular de Caspe.

VI - Língua da Alemanha - presidida pelo grão-balio, responsável pela cidade antiga de Malta e pelo castelo de Gozo. Subdividia-se em:
1. Grão-priorado da Alemanha;
2. Grão-priorado da Boémia;
3. Grão-priorado da Hungria;
4. Grão-priorado da Dácia;
5. Baliagem capitular de Brandeburgo.

VII - Língua de Portugal, Castela e Leão - presidida pelo grão-cancelário, servindo de Secretário de Estado e coadjuvado por um vice-cancelário. Subdividia-se em:
1. Grão-priorado do Crato;
2. Grão-priorado de Leão e Castela;
3. Baliagem de Leça;
4. Baliagem do Acre;
5. Baliagem de Lango;
6. Baliagem de Negroponte.

## A Ordem de Malta em Portugal

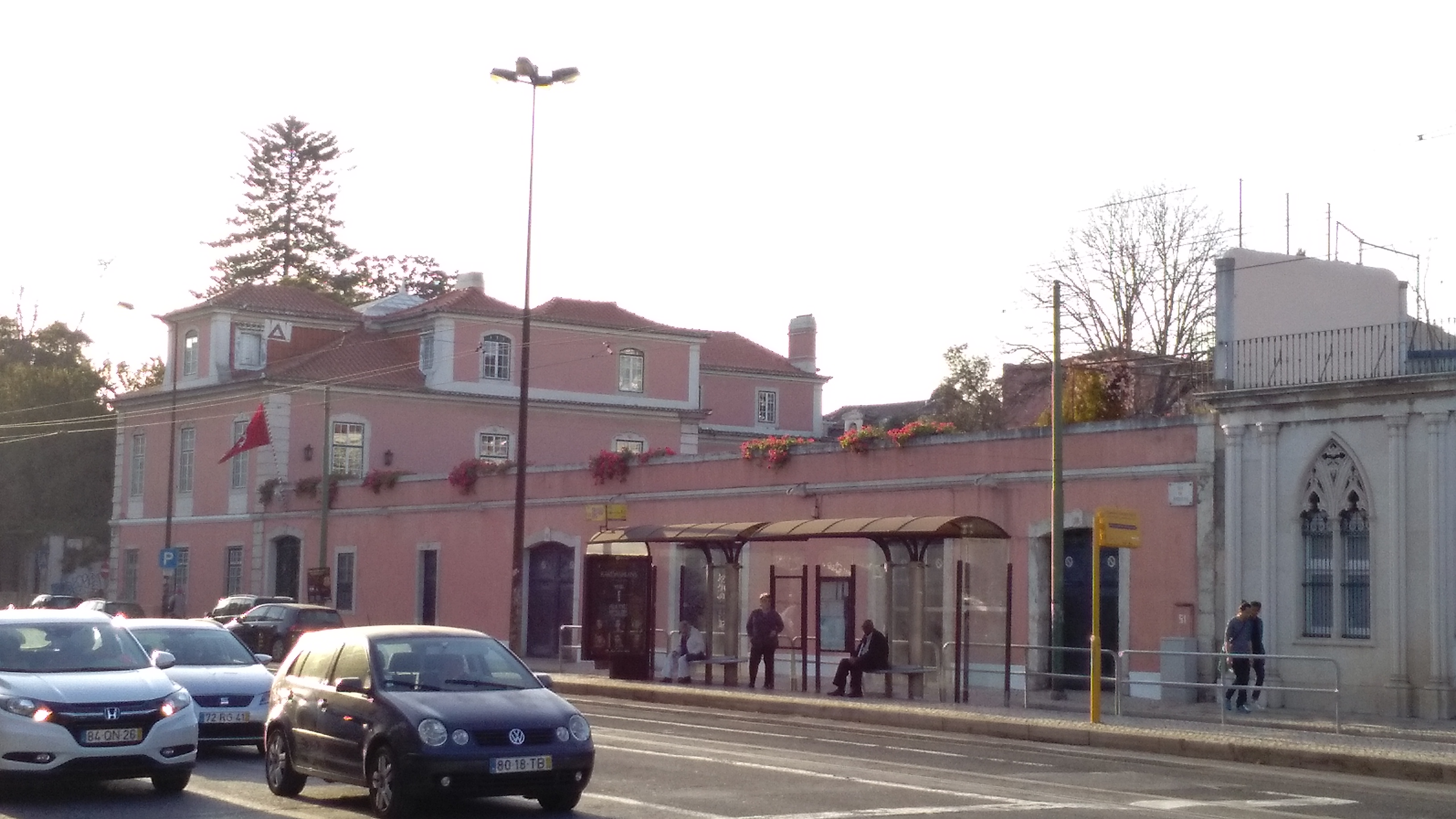
Embaixada da Ordem em Lisboa

Vários autores remontam a sua existência em terra portuguesa ao período final do governo de D. Teresa. Segundo Rui de Azevedo, entre 1122 e 1128 a rainha D. Teresa teria concedido aos freires desta Ordem o mosteiro de Leça do Balio, sua primeira casa capitular. A carta de couto e privilégios outorgados à Ordem do Hospital em 1140 por Dom Afonso Henriques atesta a importância que já então teria. Fundaram a primeira Comenda do nosso país em antes de 1146 em Aboim da Nóbrega.
Em 1194, D. Sancho I doou aos cavaleiros de S. João do Hospital a terra de Guidintesta, junto ao Tejo, para aí construírem um castelo, o qual o monarca, no acto de doação denominou de Castelo de Belver.
D. Sancho II em 1232 doou-lhe os largos domínios da terra que, por essa altura, recebeu o nome de Crato, onde os freires fundaram uma casa que se tornou célebre.
O superior português da Ordem dos Hospitalários era designado pelo nome de prior do Hospital, e a partir de D. Afonso IV por prior do Crato.
Não consta que por esse tempo tivessem os Cavaleiros do Hospital mosteiro de freiras, embora tivessem fratisas que usavam hábito e viviam em suas casas. O primeiro mosteiro de freiras hospitalário foi fundado em Évora, em 1519, por Isabel Fernandes, e mais tarde transferido para Estremoz pelo infante D. Luís, quando este filho de D. Manuel I foi prior do Crato.
Por alvará de 1778, foram-lhes confirmadas todas as aquisições de bens de raiz feitas no Reino e permitiu-se que os cavaleiros sucedessem a seus parentes por testamento, no usufruto de quaisquer bens que não fossem da coroa ou vinculados em morgado, revertendo por morte destes para as casas de onde tinham sido saído. A ordem foi extinta pelo diploma de 1834 que extinguiu todos os conventos de religiosos.
Em 31 de Maio de 1899, no reinado do rei D. Carlos I, é constituída a Assembleia dos Cavaleiros Portugueses da Ordem Soberana e Militar de Malta.
A partir de então voltaram a ser admitidos cavaleiros e damas da Ordem de Malta, em Portugal, sendo que, actualmente (2017), a Assembleia dos Cavaleiros Portugueses tem membros em todos os graus ou classes, a saber: 1ª Classe - Membros professos e capelães, que fizeram votos religiosos; 2.ª Classe - Membros que fizeram a promessa de Obediência; 3.ª Classe - Membros que não professaram os votos religiosos ou a promessa, mas que se comprometeram a viver de acordo com as normas da Ordem e da Igreja.

## A Ordem de Malta no Brasil
Datam do século XIX os primeiros brasileiros associados à Ordem de Malta. Dom Pedro I, proclamador da independência do Brasil, pertencia à ordem, bem como, Dom Pedro II.
Em dezembro de 1951, o Brasil reconheceu o estatuto internacional da ordem, com quem passou a ter relações diplomáticas.

## A ordem atualmente
A Ordem Soberana e Militar de Malta não tem sua sede no país de mesmo nome, mas sim no minúsculo território de apenas 6 km² que consiste num prédio em Roma e no seu jardim adjacente.
A ordem, que possuía cavaleiros de diferentes nacionalidades, principalmente italiana, francesa, alemã, espanhola e portuguesa, fez de Malta sua base e quartel-general, mudando seu nome efetivamente para Ordem Soberana, Militar e Hospitalar de São João de Jerusalém, Rodes e Malta. Lá a ordem ficou até 1800, quando a Grã-Bretanha invadiu Malta, expulsando os cavaleiros. Estes então se refugiaram na Itália, onde estão até hoje.
A ordem possui um status sui generis de ente de direito internacional privado. embora não seja um Estado com território, pode receber tratamento equiparado, cabendo a cada Estado reconhecer essa questão de acordo com seu próprio direito. Sua população permanente é de apenas três pessoas, o "príncipe", o "grão-mestre" e o "chanceler". Todos os demais "habitantes" da Ordem de Malta possuem nacionalidade maltesa, mas também a nacionalidade do país onde nasceram (normalmente italiana). A soberania da ordem permite que ela imprima seus próprios selos e emita os seus próprios passaportes, concedendo, efectivamente, nacionalidade maltesa aos seus membros.

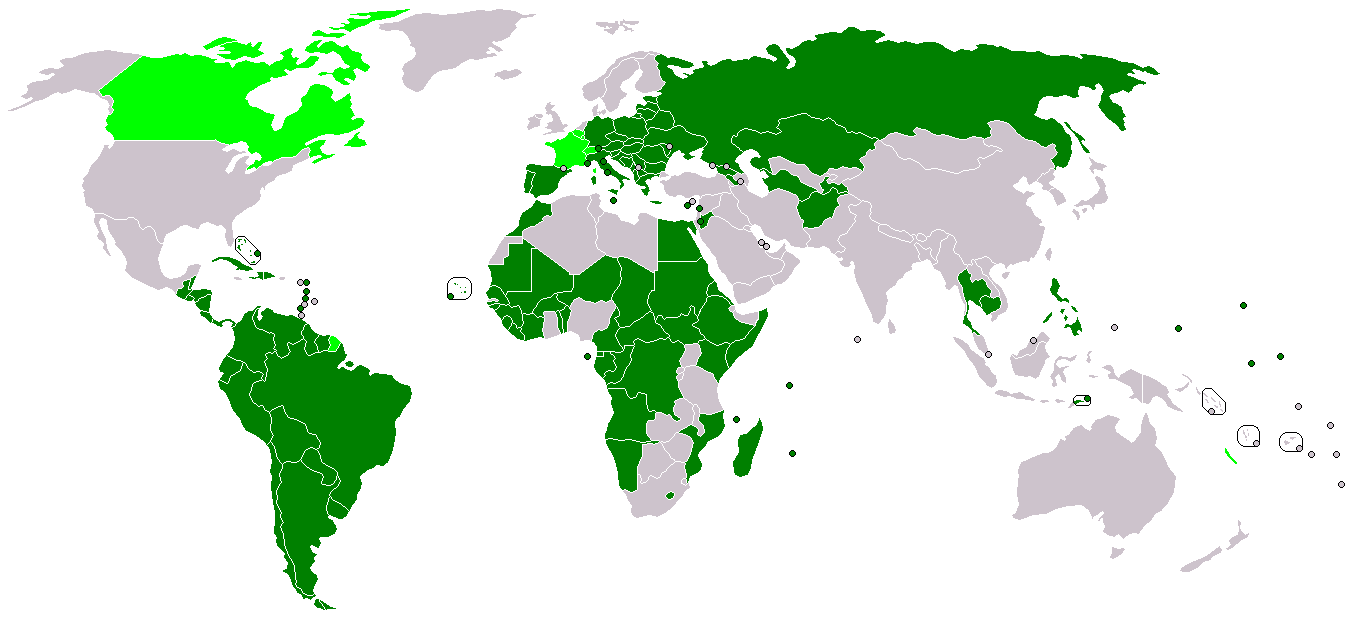
Países que mantêm relações diplomáticas com a Ordem de Malta

Atualmente, a Ordem de Malta mantém relações diplomáticas com o Vaticano e com 107 estados, onde possui, inclusive, embaixadas. A ordem ainda possui representação na ONU (tendo até um observador internacional), o que lhe outorga acesso a regiões em crise para cuidados humanitários, e é filiada à Cruz Vermelha e a outras organizações internacionais. A Ordem de Malta atua como uma organização humanitária internacional, fundando hospitais e centros de reabilitação em diversos países, principalmente na África.
A Ordem de Malta tem algumas características de um Estado soberano, incluindo um hino, relações diplomáticas com diversos países e Observador nas Nações Unidas, e ostenta a personalidade jurídica do Direito das Gentes. Alguns doutrinadores questionam a personalidade jurídica internacional da Ordem de Malta, no entanto a ordem é um dos primeiros entes de direito internacional que estão em atividade até nossos dias. Sua presença em certas conferências internacionais, em geral, dá-se sob o estatuto de entidade observadora. A ordem não costuma ser parte em tratados multilaterais, e o Estado que porventura haja com ela pactuado, o fez bilateralmente dentro de suas atribuições soberanas, reconhecendo por sua vez a soberania da ordem.
Em 2017, a ordem entrou em conflito com o papa Francisco, em razão da distribuição de preservativos a pessoas portadoras do vírus HIV, tendo seu grão-mestre renunciado ao cargo a pedido daquele.
Em 3 de setembro de 2022, o Papa Francisco firmou um Decreto de reorganização e designação de novas autoridades da Ordem, cujo texto completo, em italiano, pode ser lido no site Vaticano News sob o título "Orden de Malta: Francisco promulga nova Constituição, nomera Soberano Conselho Provisório.".

## Edificações da ordem
| Imagem | Património       | Tipologia                   | Ano de Construção | Cidade   | País    | Visitável |
| ------ | ---------------- | --------------------------- | ----------------- | -------- | ------- | --------- |
|        | Sede da Ordem    | Prédio administrativo       | Século XVII       | Roma     | Itália  | Sim       |
|        | Forte            | Fortaleza.                  | Século XII        | Valeta   | Malta   | Sim       |
|        | Antiga sede      | Prédio administrativo       | Século XVIII      | Valeta   | Malta   | Sim       |
|        | Castelo de Rodes | Castelo medieval e convento |                   | Rodes    | Grécia  | Sim       |
|        | Igreja da Ordem  | Igreja                      |                   | Florença | Itália  | Sim       |
|        | Palácio da Ordem | Palácio                     | Século XVI        | Ambel    | Espanha | Sim       |

## Lista dos grão-mestres
- Gerardo Tum (1099-1120)
- Raymond du Puy de Provence (1120-1160)
- Auger de Balben (1160-1163)
- Arnaud de Comps (1162-1163)
- Gilbert d'Aissailly (1163-1170)
- Gastone de Murols (c. 1170-1172)
- Gilbert of Syria (1172-1177)
- Roger de Moulins (1177-1187)
- Hermangard d'Asp (1187-1190)
- Garnier de Naplous (1190-1192)
- Geoffroy de Donjon (1193-1202)
- D. Afonso (1202-1206) (português)[31]
- Geoffrey le Rat (1206-1207)
- Guerin de Montaigu (1207-1228)
- Bertrand de Thessy (1228-1231)
- Guerin de Montaigu (1231-1236)
- Bertrand de Comps (1236-1240)
- Pierre de Vielle-Bride (1240-1242)
- Guillaume de Chateauneuf (1242-1258)
- Hugues de Revel (1258-1277)
- Nicolas Lorgne (1277-1284)
- Jean de Villiers (1284-1294)
- Odon de Pins (1294-1296)
- Guillaume de Villaret (1296-1305)
- Foulques de Villaret (1305-1319)
- Helion de Villeneuve (1319-1346)
- Dieudonné de Gozon (1346-1353)
- Pierre de Corneillan (1353-1355)
- Roger de Pins (1355-1365)
- Raymond Berenger (1365-1374)
- Robert de Juliac (1374-1376)
- Jean Fernández de Heredia (1376-1396)
  - Riccardo Caracciolo (1383-1395) Grão-Mestre rival
- Philibert de Naillac (1396-1421)
- Antonio Fluvian de Riviere (1421-1437)
- Jean de Lastic (1437-1454)
- Jacques de Milly (1454-1461)
- Piero Raimondo Zacosta (1461-1467)
- Giovanni Battista Orsini (1467-1476)
- Pierre d'Aubusson (1476-1503)
- Emery d'Amboise (1503-1512)
- Guy de Blanchefort (1512-1513)
- Fabrizio del Carretto (1513-1521)
- D. Filippo Cavalcanti, cavaleiro florentino (1525)
- Philippe Villiers de L'Isle-Adam (1521-1534)
- Piero de Ponte (1534-1535)
- Didier de Saint-Jaille (1535-1536)
- Jean de Homedes (1536-1553)
- Claude de la Sengle (1553-1557)
- Jean Parisot de la Valette (1557-1568)
- Pierre de Monte (1568-1572)
- Jean de la Cassiere (1572-1581)
- Hugues Loubenx de Verdalle (1581-1595)
- Martin Garzez (1595-1601)
- Alof de Wignacourt (1601-1622)
- Luís Mendes de Vasconcelos (1622-1623) (português)[32]
- Antoine de Paule (1623-1636)
- Juan de Láscaris-Castellar (1636-1657)
- Antoine de Redin (1657-1660)
- Annet de Clermont-Gessant (1660)
- Raphael Cotoner (1660-1663)
- Nicolas Cotoner (1663-1680)
- Gregorio Carafa (1680-1690)
- Adrien de Wignacourt (1690-1697)
- Raimundo Rabasa de Perellós y Rocafull (1697-1720)
- Marc'Antonio Zondadari (1720-1722)
- António Manuel de Vilhena (1722-1736) (português)[33]
- Raymond Despuig (1736-1741)
- Manuel Pinto da Fonseca (1741-1773) (português)[34]
- Francisco Ximénez de Tejada (1773-1775)
- Emmanuel de Rohan-Polduc (1775-1797)
- Ferdinand von Hompesch zu Bolheim (1797-1799)
- Paulo I da Rússia (1798-1801) de facto
- Giovanni Battista Tommasi (1803-1805)
  - Innico Maria Guevara-Suardo (1805-1814) Tenente
  - André Di Giovanni (1814-1821) Tenente
  - Antoine Busca (1821-1834) Tenente
  - Carlo Candida (1834-1845) Tenente
  - Philippe di Colloredo-Mels (1845-1864) Tenente
  - Alessandro Borgia (1865-1871) Tenente
  - Giovanni Battista Ceschi a Santa Croce (1871-1879) Tenente
- Giovanni Battista Ceschi a Santa Croce (1879-1905)
- Galeazzo, Graf von Thun und Hohenstein (1905-1931)
- Ludovico Chigi Albani della Rovere (1931-1951)
  - Antonio Hercolani-Fava-Simonetti (1951-1955) Tenente
  - Ernesto Paternó Castello di Carcaci (1955-1962) Tenente
- Angelo de Mojana di Cologna (1962-1988)
  - Jean Charles Pallavicini (1988) Tenente
- Andrew Willoughby Ninian Bertie (1988-2008)
  - Giacomo Dalla Torre (2008) Tenente ad interim
- Matthew Festing (2008-2017)
  - Giacomo Dalla Torre (2017-2018) Tenente ad interim
- Giacomo Dalla Torre (2018-2020)
  - Ruy Gonçalo do Valle Peixoto de Villas Boas (2020) Tenente ad interim (português)
  - Marco Luzzago (2020-2022) Tenente
  - Ruy Gonçalo do Valle Peixoto de Villas Boas (2022) Tenente ad interim
  - John Timothy Dunlap (2022-2023) Tenente
- John Timothy Dunlap (desde 2023)